# أولموي
أولموي هي بلدة ومدينة في تشيلي في مقاطعة مارغا مارغا ، إقليم فالبارايسو ، في الجزء الأوسط من البلاد، المصدر الرئيسي للدخل هو السياحة ويتم الاعتراف بها من خلال مهرجان أولموي هواسو .

## المساحة والمناخ
تبلغ مساحة البلدة 231.8 كيلومترًا مربعًا (89 ميلًا مربعًا) ، تقع أولموي على بُعد 42.8 ميلًا شمال غرب سانتياغو، و42 كيلومترًا شرقًا شمال شرق فالبارايسو .
يتميز مناخ أولموي بالدفء طوال معظم العام، مما يسمح بممارسة الأنشطة الخارجية ويسمح للزوار بالاستمتاع بها في المواسم المنخفضة والمرتفعة.